# Stilles Tal (Film)
Stilles Tal ist ein deutscher Fernsehfilm des MDR aus dem Jahr 2011.

## Handlung
Thomas Stille betreibt mit seiner Frau Barbara das Gasthaus „Stilles Tal“ in einem Anwesen im Müglitztal, das er 1973 als Ruine gepachtet, aufgebaut und nach der Wende von der Gemeinde gekauft hat. Im August 2002 plant er nach einem aufwendigen Umbau der Küche die Neueröffnung des Gasthauses; ihre Tochter Dixie erwartet in Kürze ihr erstes Kind.
Da erscheint Konrad Huberty aus Hessen, um das Haus als sein Eigentum in Besitz zu nehmen – seinem Vater hat das Haus gehört, bevor er mit seiner Familie nach Westdeutschland umzog. Nach dem Einigungsvertrag gilt „Rückgabe vor Entschädigung“, damit hat Huberty nach jahrelangem Rechtsstreit in letzter Instanz gewonnen. Stille weiß jedoch nichts davon, da sein nachlässiger Anwalt sich nicht mehr darum gekümmert hat, und hält sich weiterhin für den rechtmäßigen Eigentümer. 
Stille verbarrikadiert sich im Haus, das er unter keinen Umständen übergeben will. Seine Frau Barbara versucht zunächst zu vermitteln und begegnet den Hubertys freundlich, schlägt sich dann jedoch entschlossen an die Seite ihres Mannes. Währenddessen fällt permanenter Starkregen, der sich allmählich zum Elbhochwasser von 2002 aufbaut. Die Polizei kann den von Hubertys Anwältin erwirkten Räumungsbeschluss nicht durchsetzen, da ein hochwasserbedingter Einsatz Vorrang hat. Bald ist das Anwesen abgeschnitten und hat weder Strom noch Telefon. Hubertys müssen sich aus ihrem Wohnmobil ins Haus retten. Außerdem befindet sich noch der DJ Olli Reschke im Haus, der eigentlich nur einen vergessenen Koffer holen wollte, und hilft tatkräftig mit. Er hält sich für den Vater von Dixies Kind, doch sie zeigt ihm die kalte Schulter.
Als bei Dixie die Wehen einsetzen und eine Hausgeburt vorbereitet wird, bricht durch die Unterspülung ein Teil des Hauses weg. Die Streitigkeiten der Familien verschwinden vor den Notwendigkeiten des Überlebens. Später stürzen auch die übrigen Außenwände und das Dach ein, nur eine kleine Wandecke bleibt stehen. Die drei Frauen und Olli können auf einem vorbeitreibenden Boot den Gebäuderest verlassen, Thomas Stille und Konrad Huberty bleiben zurück.
Da Huberty für den Tag der Übergabe eine neue Gebäudeversicherung abgeschlossen hat, die keine Hochwasserschäden mehr abdeckt, schlägt er Stille vor, offiziell auf die Übergabe zu verzichten, damit dessen alte Versicherung weiterhin besteht und die entstandenen Schäden doch noch abgedeckt sind. In einer neu gegründeten Gesellschaft würden sie gemeinsam das Haus wieder aufbauen, finanziert mit der Versicherungssumme sowie dem Kapital, das Huberty sowieso in das Anwesen investieren wollte. Stille ist einverstanden, die zwei Männer schließen Freundschaft.
Währenddessen sind die Frauen in Sicherheit gelangt und ein Rettungshubschrauber ist zu den zwei Männern unterwegs. Stille lässt Huberty den Vortritt. Bevor Stille ebenfalls gerettet werden kann, wird die Ruine von einem im Wasser treibenden Stahlsilo zerstört, Stille kommt dabei ums Leben. Dixie bringt in der Notunterkunft ihr Kind zur Welt und verlobt sich mit Olli.
Drei Jahre später ist das Hotelrestaurant „Stilles Tal“ wieder aufgebaut und gut im Geschäft. Dixie und Huberty spielen mit Dixies Tochter Marie im Garten.

## Kritiken
Der Lexikon des internationalen Films kritisierte den Film als „(Fernseh-)Melodram, das die Hochwasserkatastrophe 2002 lediglich als Folie für eine triviale, mitunter arg kitschige Geschichte um Recht und Gerechtigkeit im Zuge der deutsch-deutschen Wiedervereinigung einsetzt.“
Die Hannoversche Allgemeine Zeitung meinte: „Regisseur Marcus O. Rosenmüller schafft es, mit einem schwierigen Thema gekonnt zu unterhalten. Allerdings hätte man dem Film mehr Tiefgang gewünscht. Der deutsch-deutsche Einigungsvertrag aus dem Jahre 1990, auf dem die Geschichte beruht, fällt nur in einem Nebensatz. Unnötigerweise driftet Rosenmüller außerdem gelegentlich in Klischees ab, etwa bei Sätzen wie ‚Die von drüben, die denken, mit uns können sie es ja machen‘. Geglückt ist jedoch die Besetzung: Stumph überzeugt als verbitterter Ost-Wirt, während Atzorn gekonnt den arroganten Parade-Wessi mimt, der gern auch den Moralapostel spielt: ‚Was man nicht vergisst, geht auch nicht verloren‘, gibt er am Ende altersweise von sich.“
Das Nachrichtenmagazin Focus kam zu dem Urteil: „Insgesamt ist die Metaphorik des Films doch eher simpel gestrickt: Das Haus, das für den gemeinsamen deutschen Staat steht. Die beiden Streithansel, die im gemeinsam durchlebten Unheil doch noch zueinanderfinden. Da fällt Rosenmüllers Werk dann doch in die sentimentalen Gewohnheiten des 20.15-Uhr-Programms zurück. So kommt die aufgewühlte Zuschauerseele beim Anblick eines süßen kleinen Säuglings doch noch zur Ruhe. Stille aber wird im deutsch-deutschen Verhältnis so schnell nicht einkehren.“
Rainer Tittelbach von Tittelbach.tv schrieb: „Die Geschichte dieses Ossi-Wessi-Streits wird relativiert durch die Allmacht der Naturgewalten. Historische Wahrheiten werden zu Binsenweisheiten reduziert, starke Metaphern werden zerredet und mittels Gemeinplätzen aufpoliert. Der deutsch-deutsche Stoff, die dramatisch-dramaturgische Grundkonstellation und die Elbfluten als Filmmotiv hätten ein einfallsreicheres Drehbuch und eine weniger vorgestrige Machart verdient!“
prisma.de wertete: „In diesem nicht durchgehend überzeugenden, weil konstruierten Mix aus Heimatfilm und Flut-Drama mit guter Besetzung greift Regisseur Marcus O. Rosenmüller noch einmal einen typischen deutsch-deutscher Konflikt auf, denn hier wird mit Vehemenz um Haus und Hof in Sachsen gestritten. Allein dieses Thema hätte schon für einen interessanten wie vielschichtigen Fernsehabend gereicht, doch der Kampf des im Westen zu Wohlstand gekommenen Hoteliers und Republik-Flüchtlings gegen den in der DDR verbliebenen sächsischen Selfmademan war dem Autorenduo Michael Illner und Alfred Rösler-Kleint, das Wolfgang Stumph schon die Tragikomödie ‚Stürmische Zeiten‘ und die Komödie ‚Das Schwalbennest‘ auf den Leib schrieb, nicht genug. Denn natürlich werden die Kontrahenten nebst Familien von den Wassermassen, die 2002 in Ostdeutschland für eine Jahrhundertflut sorgten, eingeschlossen und müssen gemeinsam ums Überleben kämpfen.“
Tilmann P. Gangloff urteilte für kino.de und schrieb: „Man hätte diese Geschichte als Komödie erzählen können, und die Fans von Wolfgang Stumph erwarten das womöglich auch; aber ‚Stilles Tal‘ ist ein Drama, das nicht bloß Züge eines Katastrophenfilms trägt, sondern zudem tragisch endet.“

## Verweise
- Stilles Tal in der MDR-Mediathek, abrufbar bis 28. August 2025
- Stilles Tal auf tittelbach.tv (abgerufen am 23. Juni 2021)
- Stilles Tal bei IMDb